# Kapelle St. Nikolaus (Böckingen)
Die Kapelle St. Nikolaus  war neben der Pankratiuskirche eine historische Kirche des Ortes Böckingen.

## Geschichte
Im 13. Jahrhundert wird neben der Pankratiuskirche auch die Kapelle St. Nikolaus genannt. Nach dem Rentenverzeichnis des Ritterstifts St. Peter in Wimpfen von 1295 war die Kapelle das Eigentum des Stifts. Der Sakralbau soll im heutigen Kreuzgrund, nahe der Gemarkung Neckargartach in der Flur Käppeli gestanden haben. So wird im Wormser Synodale von 1496 die Kapelle als in campis bezeichnet, was im Feld heißt.